# Sylt
Sylt (danski: Sild, frizijski: Söl) je najveći sjeverno-frizijski otok u njemačkoj saveznoj pokrajini Schleswig-Holstein. 

## Zemljopis

### Položaj
S površinom od 99,14 km² je Sylt 4. po veličini njemačkih otoka i najveći njemački otok u Sjevernom moru. Otok je udaljen između 9 i 16 km od kopna s kojim je spojen     preko 11 km dugačkog Hindenburgbenta. Sylt leži sjevero-zapadno od otoka Amrum i Föhra i južnije od (danskog) otoka Römö.
Sa zapadne strane se rasteže pješčana plaža u dužine od 40 km, na istočnoj strani leži Vadensko more.
Otok se pruža u smjeru sjever - jug u dužini od preko od 38 km. na sjeveru je kod Lista a na jugu kod Rantuma širok samo oko 380 metara. Na najširem mjestu, širok je 12,6 km. 
Oblik otoka se vremenom neprekidno mijenjao, to je proces koji traje i danas. Sjeverni i južni uski dijelovi su od gotovo neplodnih nanosa pijeska, dok srednji dio otoka, u području mjesta Westerland i Sylta počiva na pješčenjaku. Na morskoj strani se taj pješčenjak vidi u obliku crvenih litica. Na prijelazu prema plićinama s druge strane, pješčenik prelazi u relativno plodnu zemlju. 

## Vanjske poveznice
- Službene stranice otoka Sylt
- Povijesne slike Sylt-a
- Slike Sylt-a